# Ramattan
Ramattan is een Palestijns persbureau dat gevestigd is in de Gazastrook en op de Westelijke Jordaanoever. Ramattan bestaat meer dan 10 jaar en is een van de grootste Palestijnse nieuwsorganisaties met meer dan 200 werknemers. Door haar aanwezigheid in zowel de Gazastrook als op de Westelijke Jordaanoever wordt Ramattan beperkt in de uitoefening van zijn werk. Ramattan is ook in het buitenland niet onomstreden. In 2006 verspreidde Ramattan het nieuws en een foto van een Israëlische torpedo-aanval op het strand van Gaza, waarvan later bleek dat deze niet had plaatsgevonden.
Tijdens het conflict tussen Israël en Hamas rond de jaarwisseling van 2008/2009 speelde Ramattan een sleutelrol in de nieuwsvoorziening vanuit Gaza, omdat buitenlandse journalisten door Israël niet tot Gaza werden toegelaten.